# Grachi: La vida es maravillosamente mágica (volumen 2)
Grachi: La vida es maravillosamente mágica (volumen 2) es el segundo álbum oficial de la banda sonora de la telenovela juvenil Grachi. El álbum fue lanzado el 11 de abril de 2012 en Argentina, Uruguay y Paraguay. En México, la misma banda sonora fue lanzada a la venta el 30 de abril del mismo año. Grachi: El show en vivo contiene canciones de este álbum. En el videoclip de «Magia» participa todo el reparto principal, y también varios personajes secundarios. Este CD contiene 14 canciones, las cuales 2 son de la primera temporada, nada más que son en diferentes versiones musicales. Esta es la primera vez que en el CD, no solo cantan los protagonistas de la serie, sino que en algunas canciones, también cantan personajes secundarios.

## Historia y composición
La autora y compositora es la venezolana Lizmary Fossi, donde destaca una producción más fresca y juvenil en HD.
El Álbum está asociado con las compañías discográficas EMI Music y Warner Music.
La canción Lágrimas es un cover de la canción original por la cantante estadounidense Natasha Dueñas del álbum Imperfecta del 2003.

## Lista de canciones
| N.º | Título                         | Intérpretes                                                                                 | Duración |  |
| 1.  | «Grachi (Remix)»               | Isabella Castillo                                                                           | 2:52     |  |
| 2.  | «Magia»                        | Isabella Castillo, Kimberly Dos Ramos & María Gabriela de Faría                             | 2:35     |  |
| 3.  | «Amor de Película»             | Isabella Castillo & Andrés Mercado                                                          | 3:20     |  |
| 4.  | «La Estrella Soy Yo»           | María Gabriela de Faría                                                                     | 3:07     |  |
| 5.  | «Química Perfecta»             | Willy Martin & Ana Carolina Grajales                                                        | 3:16     |  |
| 6.  | «Tiburones»                    | Rafael de la Fuente, Lance Dos Ramos, Guilherme Apollonio, Carlos Arrechea & Yony Hernández | 1:52     |  |
| 7.  | «Te Busco»                     | Rafael de la Fuente & Kimberly Dos Ramos                                                    | 3:59     |  |
| 8.  | «Siempre, Siempre, Siempre»    | María Gabriela de Faría                                                                     | 3:08     |  |
| 9.  | «Lágrimas»                     | Isabella Castillo                                                                           | 3:42     |  |
| 10. | «Somos Las Panteras»           | Kimberly Dos Ramos, María del Pilar Pérez & Sharlene Taule                                  | 2:50     |  |
| 11. | «M.A.P.S.»                     | Isabella Castillo & Sol Rodríguez                                                           | 3:00     |  |
| 12. | «Lágrimas (Dance Remix)»       | Isabella Castillo                                                                           | 3:12     |  |
| 13. | «Soñar Forever»                | Cristian Campocasso                                                                         | 3:12     |  |
| 14. | «Tú Eres Para Mí (Rock Remix)» | Isabella Castillo & Andrés Mercado                                                          | 4:04     |  |

| N.º | Título            | Intérpretes | Duración |  |
| 15. | «Mariposas»       | Isabella Castillo | 2:57     |  |
| 16. | «Mágica Obsesión» | Rafael de la Fuente & Kimberly Dos Ramos | 2:53     |  |
| 17. | «Juntos»          | Isabella Castillo, Andrés Mercado, Rafael de la Fuente, Sol Rodríguez, Kimberly Dos Ramos, María Gabriela de Faría, Lance Dos Ramos, Mauricio Henao | 3:13     |  |

| N.º | Título                               | Escritor(es)  | Intérpretes        | Duración |  |
| 18. | «Grachi (Remix)» (versión en inglés) | Lizmary Fossi | Amy Miller Brennan | 2:52     |  |

## Canciones deGrachien el show en vivo de México
- Grachi (Tema) Abertura - Matilda, Katty, Dotty, Diego, Mecha, Chema, Tony, Daniel y Grachi
- M.A.P.S - Grachi y Mecha
- Mágica Obsesión - Diego y Matilda
- Amor de Película/Viaje de Película  - Grachi, Daniel y Elenco
- Mariposas - Grachi
- Tiburones - Daniel, Tony, Diego y Chema
- La Estrella Soy Yo - Mia
- Que Sabes? - Grachi y Mia
- Somos Las Panteras - Matilda, Katty y Dotty
- Química Perfecta - Leo y Grachi
- Te Busco - Diego y Matilda
- Siempre - Matilda y Mia
- Lágrimas - Grachi y Tony
- Magia - Grachi, Matilda y Mia
- Tu Eres Para Mi - Daniel y Grachi
- Juntos Vamos - Grachi, Daniel, Mia, Leo, Matilda, Diego, Mecha, Chema, Tony, Katty y Dotty
- Grachi (Tema) Despedida - Todo el Elenco

## Canciones deGrachien el show en vivo de Argentina
- Grachi (Tema) Abertura - Mia, Diego, Mecha, Chema, Leo, Katty, Daniel y Grachi
- M.A.P.S - Grachi y Mecha
- Amor de Película - Grachi, Daniel y Elenco
- Mariposas - Grachi
- Tiburones - Daniel, Leo, Diego y Chema
- La Estrella Soy Yo - Mia
- Química Perfecta - Leo y Grachi
- Te Busco - Diego y Kathy
- Siempre - Mia y Matilda
- Lágrimas (Remix) - Grachi
- Magia - Grachi, Mia, Matilda y Elenco
- Tu Eres Para Mi - Daniel y Grachi
- Juntos Vamos - Grachi, Daniel, Mia, Leo, Diego, Mecha, Chema y Katty
- Enamorada - Kathy y Mecha
- Somos Aires - Leo
- Soñar Forever - Daniel
- Lobo - Chema
- Goma de Mascar - Mia y Grachi
- Hechizo de Amor - Diego
- Grachi (Tema) Despedida - Todo el Elenco

## Canciones exclusivas
Hay 3 Canciones Exclusivas, que solo escucharon en El Show En Vivo. En el CD de Grachi, Volumen 2, incluye un Cupón, para bajar: 
- Material Inédito
- Imágenes Exclusivas del CD
- Las 3 Canciones Exclusivas del Show en Vivo (Mariposas, Mágica Obsesión y Juntos Vamos)

Las 3 Canciones fueron usadas en el Show en Vivo en México. En el Show en Vivo en Argentina se usaron todas las canciones, a excepción de Mágica Obsesión, ya que Kimberly Dos Ramos no participó en el Show de Argentina.

## Vídeos musicales
| Título               | Año  | Director/es                       |
| -------------------- | ---- | --------------------------------- |
| “Magia”              | 2012 | Danny Hastings                    |
| “Amor de Película”   | 2012 | Danny Hastings                    |
| “La Estrella Soy Yo” | 2012 | David Chacón Pérez y Juan Del Can |

## Historial de lanzamiento
| País      | Fecha de Lanzamiento | Sello Discográfico |
| --------- | -------------------- | ------------------ |
| Argentina | 11 de abril de 2012  | Warner Music       |
| Uruguay   | 11 de abril de 2012  | EMI Music          |
| Paraguay  | 11 de abril de 2012  | EMI Music          |
| México    | 30 de abril de 2012  | EMI Music          |
| Colombia  | 15 de mayo 2012      | —                  |
| Brasil    | 2012                 | —                  |
| Venezuela | 2012                 | —                  |